# Phyllostylon rhamnoides
Phyllostylon rhamnoides, denominado comúnmente palo amarillo o cuta, es una especie arbórea de la familia de las Ulmaceae. Está amenazada por pérdida de hábitat. 

## Nombre común
- Guaraní: juasy'y guasu, ibirá-catá
- Castellano: palo lanza, palo amarillo, tala grande

Es un árbol maderable, muy poco conocido, de los bosques secos. Es un árbol monoico de 8-23 m, relativamente alto dentro de su hábitat, llegando a alcanzar tamaños de 26 m, pero generalmente no más de 20 m.
Tallo con tendencia a troncos múltiples y ramificaciones, que le dan apariencia asimétrica. Copas asimétricas en el plano horizontal y vertical, dependiendo de la competencia, en condiciones de alta densidad (dosel continuo) la copa tendrá menor área y viceversa. Área promedio de la copa, 70 m². 
Hojas pequeñas, alternas, aserradas en la mitad superior, pinatinervadas, bases poco asimétricas, pubescentes cuando jóvenes, glabras maduras, estípulas pequeñas y laterales simples, limbo elíptico 2-5 cm de largo y 1-3 cm ancho, ápice generalmente agudo, acuminado, subcordada, borde esparcidamente aserrado en la mitad superior, haz más verde que el envés, pecíolo cilíndrico de 1-5 mm largo. Inflorescencias alternas sobre glomérulos sésiles subtendidos, pocas escamas imbricadas o braquiblastos del año anterior, cada uno rodeado por 7-brácteas rojizas, libres, cóncavas. Flores hermafroditas y unisexuales, las plantas polígamas; las masculinas en glomérulos proximales y las bisexuales en los distales; flores muy caducas de 3-5 sobre cada pedúnculo. Flores masculinas 3-5 mm de diámetro y 4-6 de alto, periantio de 5-7 tépalos libres, subespatulados y pubescentes. Estambres 5-7, anteras purpúreas, filamentos arqueados. Gineceo rudimentario, flores femeninas 3-4 mm de diámetro y 4-6 mm de alto, perianto y androceo muy similares a los de las flores masculinas. Ovario súpero pubescente, 1 óvulo por lóculo, estigma plumoso. Fruto sámara unilocular, con dos alas terminales desiguales, la más larga de cinco veces el tamaño de la menor; maduro leñoso, castaño gris; perianto y estambres persistentes en la base, la porción de la semilla subovoidea comprimida levemente, pubescente, longitudinalmente tetradistada por cuatro nervaduras prominentes; ala mayor cultriforme 3 cm de largo y 10 mm de ancho, ala menor incurvada de 6 mm de largo y 2 mm de ancho. Semilla, pendiente en el lóculo único, blanco subovoide subcomprimido 5 mm de largo y 4 mm de ancho.
Florece, australmente, entre septiembre y noviembre; fructificando entre octubre y diciembre.